# Karl Behm (Admiral)
Ernst Ferdinand Karl Behm (* 18. März 1864 in Hoym, Anhalt; † 13. Juni 1919 in München) war ein deutscher Seeoffizier und zuletzt Konteradmiral der Kaiserlichen Marine, der unter anderem von 1911 bis 1919 Direktor der Deutschen Seewarte zu Hamburg war, die dem Reichsmarineamt unterstand.

## Leben

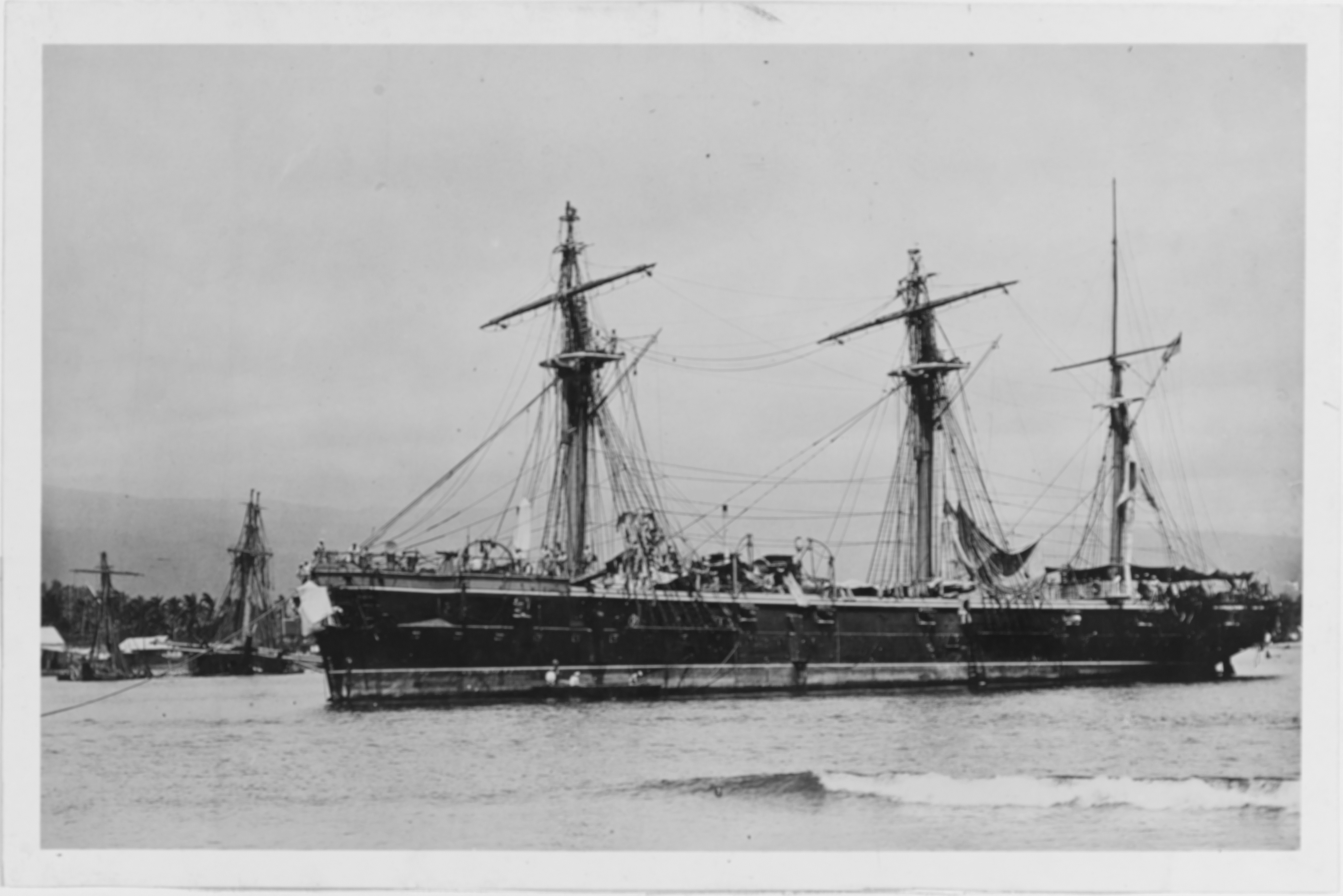
Korvettenkapitän Behm war zwischen 1904 und 1905 letzter Kommandant der SMS Olga, eine Glattdeckskorvette der Carola-Klasse.

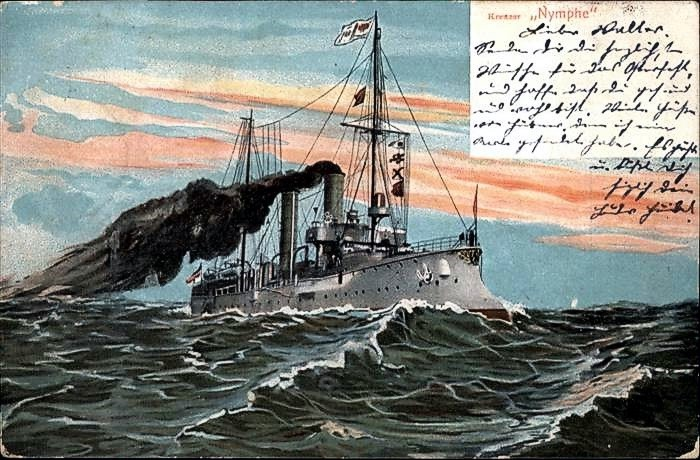
Kleiner Kreuzer SMS Nymphe, dessen Kommandant Korvettenkapitän Behm 1905 war.

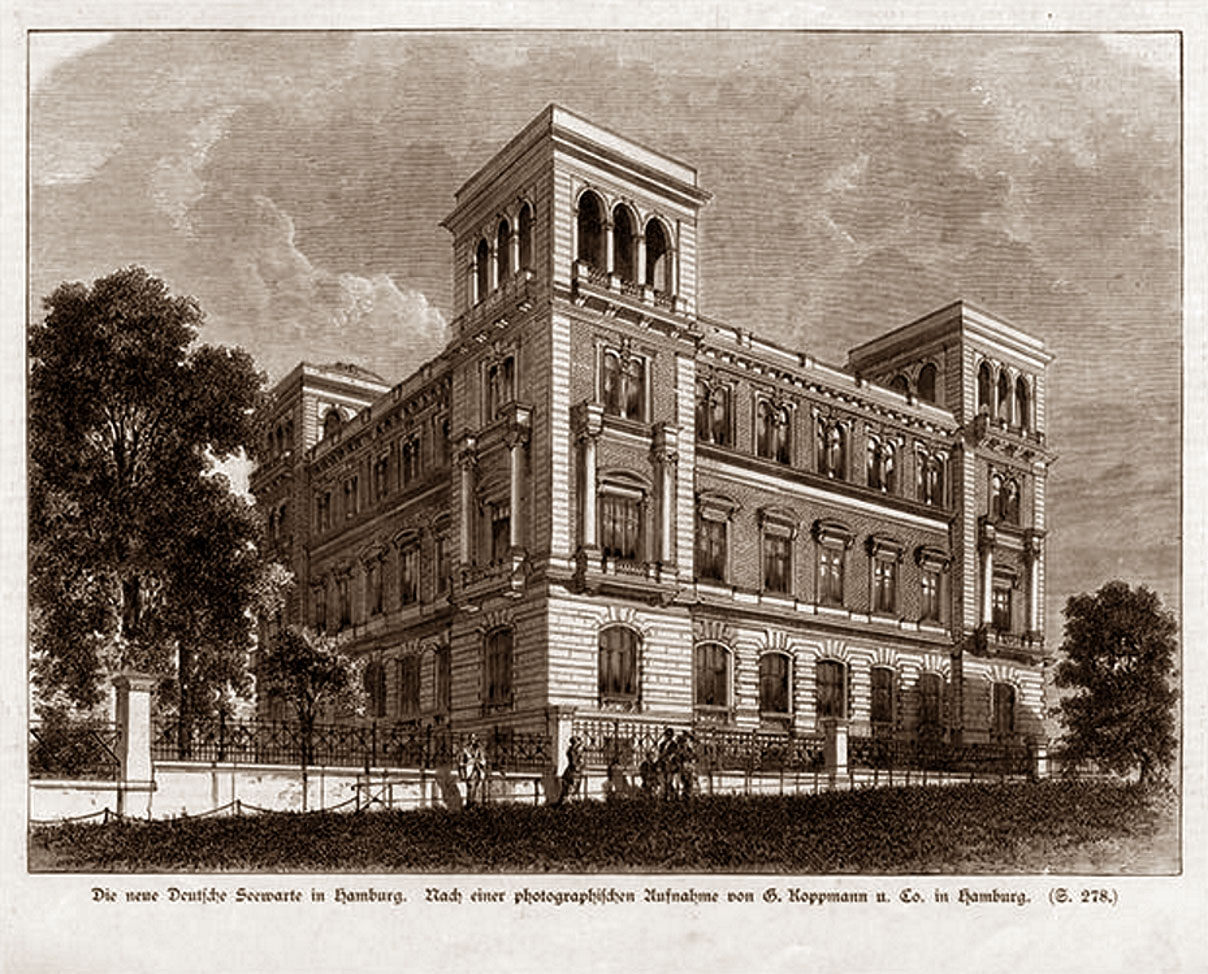
Als Kapitän zur See sowie zuletzt als Konteradmiral war Behm von 1910 bis 1919 Direktor der Deutschen Seewarte zu Hamburg.

Karl Behm war ein Sohn eines Amtsrates und schloss Ostern 1882 seine Abitur am Stadtgymnasium Halle ab.
Am 20. April 1882 trat er als Kadett in die Kaiserliche Marine ein und wurde der Marinestation der Nordsee in Wilhelmshaven zugeordnet. Bis 13. September 1882 absolvierte er eine Grundausbildung und war auf dem Schulschiff Niobe, bevor er bis 12. Mai 1883 die Marineschule, sowie Lehrgänge, besuchte. Am 15. Mai 1883 war er zum Seekadett befördert worden. Er war dann bis Anfang Oktober 1883 auf der Deutschland und anschließend auf der Prinz Adalbert. Ende 1885 besuchte er erneut die Marineschule und war dann von Anfang April 1887 bis Ende September 1887 Wachoffizier auf der Niobe. Es folgte sein erstmaliger Einsatz als Kompanieoffizier bei der II. Werftdivision. Ab dem 6. April 1888 war er als Wachoffizier auf der Leipzig, welche in Ostasien eingesetzt war. Mit dem Dampfer Kronprinz Friedrich Wilhelm reiste er zurück nach Deutschland. Vom 3. August 1890 bis 15. April 1891 war er erneut Kompanieoffizier bei der II. Werftdivision und kam anschließend bis Ende September 1891 als Wachoffizier auf der Siegfried. Er wurde Lehrer an der Deckoffizierschule und blieb dort mit Unterbrechungen bis Ende März 1894. Jeweils von April bis September 1892 und 1893 war er als Erster Offizier auf der Albatross. Vom 28. April 1894 bis 20. Mai 1896 war er Navigationsoffizier auf der Arcona, einer Kreuzerkorvette der Alexandrine-Klasse, und reiste dann bis 29. September 1896, wie bereits 1890, aus Ostasien nach Deutschland zurück. Am 8. April 1895 erfolgte während seiner Dienstzeit auf der Arcona seine Beförderung zum Kapitänleutnant (Patent am 11. November 1895).
Zurück in Deutschland wurde er bis 30. September 1898 als Instrukteur auf dem Artillerieschulschiff Mars eingesetzt. Es folgte bis 19. September 1900 sein Einsatz als Lehrer und Inspektionsoffizier an der Marine-Akademie und -schule in Kiel. Bis Ende September 1901 war er Erster Offizier, bis 23. März 1901 auf der Nymphe und dann auf der Victoria Louise. Er kam als Dezernent in die Nautische Abteilung des Reichsmarineamtes und wurde hier am 11. Januar 1902 Korvettenkapitän. Daraufhin war Behm als Nachfolger von Fregattenkapitän Friedrich Marwede zwischen Oktober 1904 und März 1905 letzter Kommandant der Olga. Im Anschluss übernahm er im März 1905 von Kapitän zur See Ernst Schäfer den Posten als Kommandant des Kleinen Kreuzers Nymphe, auf welcher er 1901 als Erster Offizier gedient hatte, und behielt diesen bis Ende September 1905. Anfang 1905 war die Nymphe kurzzeitig das erste Versuchsschiff der Torpedoinspektion, bis sie durch den Kleinen Kreuzer München ersetzt wurde, um dann im April das dritte Artillerieschulschiff zu werden.
Vom 25. September 1905, ab 30. März 1906 als Fregattenkapitän, bis 1. Januar 1906 war er mit der Wahrnehmung der Geschäfte als Kommandeur der I. Matrosen-Artillerie-Abteilung beauftragt. Zeitgleich war er mit der Wahrnehmung der Geschäfte als Kommandant von Friedrichsort beauftragt. Er übernahm bis Ende September 1906 erneut das Kommando über die Nymphe.
Vom 29. September 1906 bis 19. Juli 1911 war er Dezernent für das Seekartenwerk in der Nautischen Abteilung, später Nautisches Departement des Reichsmarineamtes. In dieser Position wurde er am 15. Oktober 1907 zum Kapitän zur See befördert. Er war anfangs als Stellvertreter des Vertreters des Reichsmarineamtes, Konteradmiral Raimund Winkler, und später Vertreter des Reichsmarineamtes in der Technischen Kommission für Seeschifffahrt in Berlin.
Während seiner langjährigen Verwendungen erhielt er durchgehend gute bis sehr gute Beurteilungen der Direktoren des Nautischen Departements, Vizeadmiral Raimund Winkler (1906 bis 1911) und Vizeadmiral Max von Grapow (1911 bis 1914), denen sich der oberste Vorgesetzte und Staatssekretär des Reichsmarineamtes, Großadmiral Alfred von Tirpitz, anschloss. Allerdings war er aufgrund einer Sehschwäche zuletzt nur noch für Landverwendungen geeignet.
Anschließend war er bis 3. Oktober 1911 zur Deutschen Seewarte nach Hamburg kommandiert. Am 4. Oktober 1911 wurde er als Nachfolger von Konteradmiral Alfred Herz, der das Amt als Direktor seit 1903 innehatte, mit der Führung der Geschäfte des Direktors der Deutschen Seewarte beauftragt und blieb dies bis 31. Oktober 1911. Am 18. November 1912 wurde er zum Konteradmiral befördert und schied am 29. April 1913 unter Belassung der Stellung als Direktor der Seewarte aus dem aktiven See-Offizierkorps aus und trat zu den mit der gesetzlichen Pension verabschiedeten Seeoffizieren der Marinereserve über. Bis Januar 1919 war er Direktor der Deutschen Seewarte. Zugleich war er hier Vorstand der Seemännisch-Nautischen Abteilung (Abteilung I). Durch Verfügung vom 13. Februar 1919 wurde Behm am 30. März 1919 aus dem Reichsdienst entlassen. Wenige Monate später verstarb er am 13. Juni 1919 in München nach einer schweren Operation.
Auf dem VI. Deutschen Schifffahrtstag am 23. März 1914 hielt er einen Vortrag zum Thema „Polar- und Forschungsexpeditionen“. Er stellte fest, dass die Misserfolge der deutschen Forschungsunternehmungen nicht nur die wissenschaftlichen Experten beeinflussten, sondern auch die gesamte deutsche Nation berührte. Behm forderte die Einrichtung einer zentralen Organisation, welche auch Mittel aus der Bevölkerung anwerben könnte. Ebenso könnte diese Organisation die Verbindung zu den Behörden und Forschungsinstituten darstellen.
Anfang 1914 gehörte er unter Leitung vom Wirklichen Geheimen Rat Paul von Koerner zur deutschen Delegation bei den Verhandlungen zu einer Internationalen Konvention für die Handelsschifffahrt.